# Serie B 2019-2020
La Serie B 2019-2020 è stata l'88ª edizione della Serie B del campionato italiano di calcio, la 84ª a girone unico, disputata tra il 23 agosto 2019 e il 31 luglio 2020 e conclusa con la vittoria del Benevento, al suo primo titolo.
Capocannoniere del torneo è stato Simy (Crotone) con 20 reti.

## Stagione

### Novità
Da questa stagione e a distanza di 16 anni dall'ultima volta, la Serie B rivede ai nastri di partenza 20 squadre, formula appunto già utilizzata nel 1951-1952, dal 1958-1959 al 1966-1967 e dal 1968-1969 sino al 2002-2003.
Le società calcistiche, che sono state promosse dalla Serie C 2018-2019, sono le seguenti: Virtus Entella, di ritorno dopo una sola stagione d'assenza, Pordenone, al suo esordio assoluto in Serie B, Juve Stabia, tornata dopo cinque stagioni d'assenza, e le due vincenti dei play-off, Pisa e Trapani, entrambe di ritorno in cadetteria dopo due stagioni d'assenza. Dalla Serie A 2018-2019 sono retrocesse Chievo, di ritorno in cadetteria dopo undici stagioni consecutive trascorse nella massima serie, Frosinone ed Empoli, entrambe di ritorno dopo una sola stagione.
Le regioni più rappresentate in questa stagione sono Campania (Benevento, Juve Stabia e Salernitana), Toscana (Empoli, Livorno e Pisa) e Veneto (Cittadella, Chievo e Venezia) con tre squadre ciascuna. Con due squadre ciascuna ci sono Calabria (Cosenza e Crotone) e Liguria (Spezia e Virtus Entella); con una squadra Abruzzo (Pescara), Friuli-Venezia Giulia (Pordenone), Lazio (Frosinone), Lombardia (Cremonese), Marche (Ascoli), Sicilia (Trapani) e Umbria (Perugia).
Resta inalterato sia il numero delle promozioni (2 dirette e una dai play-off) sia quello delle retrocessioni (3 dirette e una dai play-out). Per quanto riguarda il regolamento dei play-off, come successo per l'edizione precedente, la terza classificata non disputerà gli spareggi se avrà un margine di vantaggio di 15 o più punti dalla quarta classificata. Inoltre non vale più la regola per cui le squadre entro l'ottavo posto devono rientrare nel margine di 14 punti dalla terza per partecipare ai play-off.
La squadra detentrice del trofeo, vinto nella stagione 2018-2019, è il Brescia.

### Calendario e orari di gioco

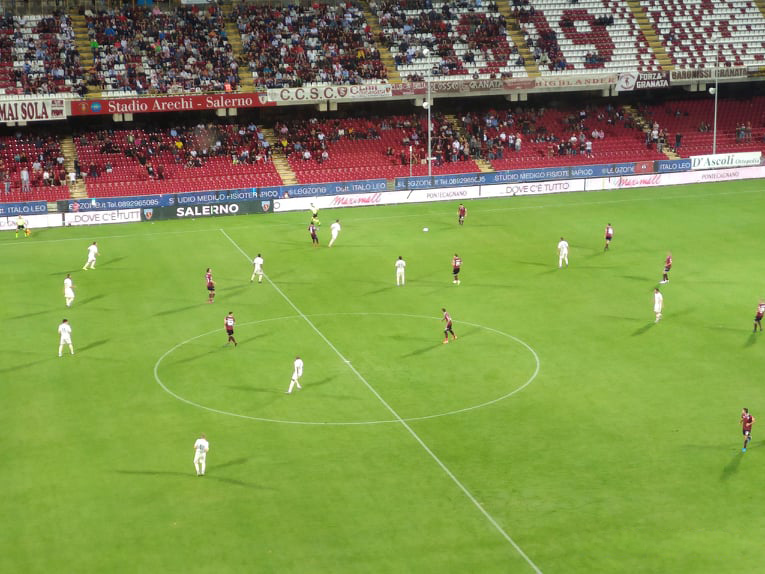
La sfida tra Salernitana e Chievo del 25 settembre 2019

Il campionato è iniziato venerdì 23 agosto 2019 con il primo anticipo del torneo a cui sono seguite le altre partite in programma per sabato 24, domenica 25 e lunedì 26 agosto 2019. Saranno quattro i turni infrasettimanali in programma per il 24 settembre, 29 ottobre 2019, 3 marzo e 21 aprile 2020 (quest'ultimo non disputato). In seguito sono stati aggiunti altri tre turni infrasettimanali per il 29 giugno, 13 e 27 luglio. L'ultima giornata (inizialmente in calendario per il 14 maggio 2020) è stata posticipata al 31 luglio 2020. Anche quest'anno il campionato si è fermato durante gli impegni delle Nazionali come accade in Serie A e le soste sono state programmate per il 7-8 settembre, 12-13 ottobre, 16-17 novembre e 28-29 marzo (quest'ultima non effettuata). È confermata la sosta invernale del torneo, fissata dal 30 dicembre 2019 al 18 gennaio 2020, data in cui è in programma la prima giornata di ritorno. Sono previsti due turni nel periodo natalizio per il 26 e 29 dicembre 2019, date degli ultimi due turni del girone d'andata. Il 10 marzo 2020, conseguentemente a quanto disposto il giorno prima dal governo in merito alla sempre più pressante emergenza COVID-19, la FIGC sospende sine die tutti i campionati nazionali: una decisione drastica e storica nel calcio italiano, che trova l'unico precedente nel torneo del 1914-1915 interrotto dalla Grande Guerra. Dopo che la sospensione viene prorogata a più riprese, protraendosi per oltre tre mesi, il campionato riprende dal 17 giugno 2020 con un recupero, Ascoli-Cremonese.
Per quanto riguarda gli orari di gioco, la Lega ha confermato il seguente formato:
- Sabato: 5 partite
  - 4 partite alle 15:00
  - 1 partita alle 18:00
- Domenica: 3 partite
  - 2 partite alle 15:00
  - 1 partita alle 21:00
- Lunedì-venerdì: 1 anticipo o posticipo alle 21:00

### Avvenimenti

#### Girone di andata
Antecedentemente all'inizio della stagione, è da segnalare la mancata iscrizione del Palermo: la società rosanero viene esclusa dal torneo cadetto per inadempienze finanziarie. Una volta rifondata ripartirà dalla Serie D. In luogo dei siciliani è stato dunque riammesso il Venezia, retrocesso nella stagione precedente dopo aver perso il play-out. Durante il girone d'andata, la classifica si evolve con molte squadre a metà classifica, racchiuse in pochi punti, mentre il Benevento inizia una corsa solitaria verso la vittoria del campionato, al contrario si notano fin da subito le grandi difficoltà di Livorno e del neo promosso Trapani che rimangono quasi costantemente in zona retrocessione. A metà campionato il Benevento è a 46 punti staccando di 12 punti il neopromosso Pordenone che a sorpresa si trova in seconda posizione, chiudono la classifica una deludente Cremonese seguita da Trapani e Livorno, quest'ultimo con solamente 12 punti conquistati.

#### Girone di ritorno
Il girone di ritorno inizia sulla falsariga del girone d'andata con molte squadre in pochi punti e il Benevento in corsa oramai solitaria, fatica di più il Pordenone che a causa di una serie di sconfitte e pareggi scende nella zona bassa dei play-off lasciando il secondo posto in mano al Crotone e a un sorprendente Spezia. Nel frattempo anche in Italia cominciano a sentirsi gli effetti della pandemia di COVID-19 che costringono a giocare la 26ª e 27ª a porte chiuse negli stadi del Nord Italia per poi interrompere bruscamente il campionato fino a data da destinarsi a causa della quarantena nazionale iniziata la notte del 7 marzo. Dopo vari rinvii la Serie B riparte il 17 giugno con il recupero di Cremonese-Ascoli.
Il 29 giugno il Benevento, battendo la neopromossa Juve Stabia, è promosso in Serie A con sette giornate d'anticipo, archiviando inoltre la sua prima e storica vittoria del torneo cadetto, visto che la distanza dalla seconda classificata, dopo la 31ª giornata, è di 24 punti. Riguardo alla lotta per non retrocedere, per un Livorno diventato fanalino di coda le possibilità di salvezza appaiono più scarse. Più fiduciose sono Trapani, Cosenza e Cremonese, quest'ultima nella zona play-out assieme all'Ascoli. Il 10 luglio, al termine della 33ª giornata, il Livorno è la prima squadra a salutare la cadetteria matematicamente con cinque turni d'anticipo dopo due stagioni di militanza. Il 24 luglio, al termine della 36ª giornata, il Crotone conquista la matematica promozione in Serie A con due turni d'anticipo. All'ultima giornata retrocedono la Juve Stabia e il Trapani, entrambe neopromosse, mentre il Cosenza si salva dopo una sorprendente rimonta nel post lockdown. Il Pisa, altra sorpresa del torneo, termina con 54 punti a pari merito con Empoli e Frosinone, ma termina nono dietro di loro a causa di risultati sfavorevoli negli scontri diretti, nonostante avesse la migliore differenza reti tra le tre, mancando per un soffio l'accesso ai play-off. Accedono ai play-out Perugia e Pescara; tuttavia, il Trapani aveva presentato un ricorso, poi non accolto, prima della disputa dei play-out (che per questo motivo furono posticipati), per i 2 punti di penalizzazione che gli erano stati inflitti, che, qualora fosse stato accolto interamente, avrebbe determinato la salvezza del Trapani, la retrocessione del Pescara direttamente in Serie C, per lo svantaggio rispetto al Perugia nella classifica avulsa,  e portato alla disputa dei play-out il Cosenza ed il Perugia. Al turno preliminare dei play-off accedono Cittadella, Chievo, Empoli e Frosinone mentre Spezia e Pordenone si qualificano per le semifinali.

#### Play-off e play-out
Al primo round vincono Frosinone e Chievo che battono rispettivamente Cittadella ed Empoli e si qualificano alle semifinali. In questo turno, che vede gli accoppiamenti Spezia-Chievo e Pordenone-Frosinone, i liguri e i ciociari, nonostante le sconfitte dell'andata rispettivamente per 2-0 e 0-1, riescono a ribaltare i risultati al ritorno e a qualificarsi in finale. Entrambe le partite terminano per 1-0, ma visto che il Frosinone conclude in ottava posizione la stagione regolare e lo Spezia in terza, sono i liguri ad essere promossi in Serie A, per la prima volta nella loro storia. Ai play-out il Pescara si salva ai tiri di rigore dopo un 2-1 a testa tra andata e ritorno, mandando il Perugia in Serie C.

## Squadre partecipanti
| Club           | Stagione | Città                        | Stadio | Stagione precedente                                        |
| -------------- | -------- | ---------------------------- | --- | ---------------------------------------------------------- |
| Ascoli         | dettagli | Ascoli Piceno                | Stadio Cino e Lillo Del Duca                                                                                | 13º posto in Serie B                                       |
| Benevento      | dettagli | Benevento                    | Stadio Ciro Vigorito                                                                                        | 3º posto in Serie B                                        |
| Chievo         | dettagli | Verona                       | Stadio Marcantonio Bentegodi                                                                                | 20º posto in Serie A, retrocessa                           |
| Cittadella     | dettagli | Cittadella (PD)              | Stadio Piercesare Tombolato                                                                                 | 7º posto in Serie B                                        |
| Cosenza        | dettagli | Cosenza                      | Stadio San Vito-Gigi Marulla                                                                                | 10º posto in Serie B                                       |
| Cremonese      | dettagli | Cremona                      | Stadio Giovanni Zini                                                                                        | 9º posto in Serie B                                        |
| Crotone        | dettagli | Crotone                      | Stadio Ezio Scida                                                                                           | 12º posto in Serie B                                       |
| Empoli         | dettagli | Empoli (FI)                  | Stadio Carlo Castellani                                                                                     | 18º posto in Serie A, retrocessa                           |
| Frosinone      | dettagli | Frosinone                    | Stadio Benito Stirpe                                                                                        | 19º posto in Serie A, retrocessa                           |
| Juve Stabia    | dettagli | Castellammare di Stabia (NA) | Stadio Romeo Menti                                                                                          | 1º posto in Serie C/C, promossa                            |
| Livorno        | dettagli | Livorno                      | Stadio Armando Picchi                                                                                       | 14º posto in Serie B                                       |
| Perugia        | dettagli | Perugia                      | Stadio Renato Curi                                                                                          | 8º posto in Serie B                                        |
| Pescara        | dettagli | Pescara                      | Stadio Adriatico-Giovanni Cornacchia                                                                        | 4º posto in Serie B                                        |
| Pisa           | dettagli | Pisa                         | Stadio Arena Garibaldi-Romeo Anconetani                                                                     | 3º posto in Serie C/A, promossa dopo aver vinto i play-off |
| Pordenone      | dettagli | Pordenone                    | Stadio Friuli (Udine) (fino alla 27ª giornata) Stadio Nereo Rocco (Trieste) (dalla 29ª giornata e play-off) | 1º posto in Serie C/B, promossa                            |
| Salernitana    | dettagli | Salerno                      | Stadio Arechi                                                                                               | 16º posto in Serie B                                       |
| Spezia         | dettagli | La Spezia                    | Stadio Alberto Picco                                                                                        | 6º posto in Serie B                                        |
| Trapani        | dettagli | Trapani                      | Stadio Polisportivo Provinciale (Erice (TP))                                                                | 2º posto in Serie C/C, promossa dopo aver vinto i play-off |
| Venezia        | dettagli | Venezia                      | Stadio Pier Luigi Penzo                                                                                     | 15º posto in Serie B                                       |
| Virtus Entella | dettagli | Chiavari (GE)                | Stadio Comunale                                                                                             | 1º posto in Serie C/A, promossa                            |

## Allenatori e primatisti
| Squadra        | Allenatore | Calciatore più presente                 | Cannoniere                          |
| -------------- | --- | --------------------------------------- | ----------------------------------- |
| Ascoli         | Paolo Zanetti (1ª-21ª) Guillermo Abascal (22ª) Roberto Stellone (23ª-28ª) Guillermo Abascal (29ª-30ª) Davide Dionigi (31ª-38ª) | Nicola Leali (35)                       | Gianluca Scamacca (9)               |
| Benevento      | Filippo Inzaghi | Lorenzo Montipò, Roberto Insigne (35)   | Marco Sau (13)                      |
| Chievo         | Michele Marcolini (1ª-26ª) Alfredo Aglietti (27ª-38ª e play-off)                                                               | Jacopo Segre (37)                       | Filip Đorđević (9)                  |
| Cittadella     | Roberto Venturato | Alberto Paleari (36)                    | Davide Diaw (11)                    |
| Cosenza        | Piero Braglia (1ª-23ª) Giuseppe Pillon (24ª-28ª) Roberto Occhiuzzi (29ª-38ª)                                                   | Jaime Báez (36)                         | Emmanuel Rivière (13)               |
| Cremonese      | Massimo Rastelli (1ª-7ª) Marco Baroni (8ª-19ª) Massimo Rastelli (20ª-27ª) Pierpaolo Bisoli (28ª-38ª)                           | Daniel Ciofani (36)                     | Simone Palombi (6)                  |
| Crotone        | Giovanni Stroppa | Andrea Barberis, Simy (37)              | Simy (20)                           |
| Empoli         | Cristian Bucchi (1ª-12ª) Roberto Muzzi (13ª-21ª) Pasquale Marino (22ª-38ª e play-off)                                          | Leonardo Mancuso (38)                   | Leonardo Mancuso (13)               |
| Frosinone      | Alessandro Nesta | Francesco Bardi (36)                    | Federico Dionisi (11)               |
| Juve Stabia    | Fabio Caserta | Luigi Canotto (34)                      | Francesco Forte (17)                |
| Livorno        | Roberto Breda (1ª-15ª) Paolo Tramezzani (16ª-22ª) Roberto Breda (23ª-28ª) Antonio Filippini (29ª-38ª)                          | Enrico Delprato (33)                    | Manuel Marras (7)                   |
| Perugia        | Massimo Oddo (1ª-19ª) Serse Cosmi (20ª-35ª) Massimo Oddo (36ª-38ª e play-out)                                                  | Pietro Iemmello, Guglielmo Vicario (35) | Pietro Iemmello (19)                |
| Pescara        | Luciano Zauri (1ª-20ª) Nicola Legrottaglie (21ª-32ª) Andrea Sottil (33ª-38ª e play-out)                                        | Cristian Galano (35)                    | Cristian Galano (13)                |
| Pisa           | Luca D'Angelo | Stefano Gori (36)                       | Michele Marconi (13)                |
| Pordenone      | Attilio Tesser | Patrick Ciurria, Davide Gavazzi (35)    | Luca Strizzolo (8)                  |
| Salernitana    | Gian Piero Ventura | Sofian Kiyine, Alessandro Micai (34)    | Milan Đurić (12)                    |
| Spezia         | Vincenzo Italiano | Paolo Bartolomei (35)                   | Emmanuel Gyasi, Antonino Ragusa (8) |
| Trapani        | Francesco Baldini (1ª-16ª) Fabrizio Castori (17ª-38ª)                                                                          | Stefano Pettinari (35)                  | Stefano Pettinari (17)              |
| Venezia        | Alessio Dionisi | Alessandro Capello (38)                 | Mattia Aramu (11)                   |
| Virtus Entella | Roberto Boscaglia | Andrea Paolucci, Giuseppe De Luca (34)  | Giuseppe De Luca (10)               |

## Classifica finale
|  | Pos. | Squadra        | Pt | G  | V  | N  | P  | GF | GS | DR  |
|  | ---- | -------------- | -- | -- | -- | -- | -- | -- | -- | --- |
|  | 1.   | Benevento      | 86 | 38 | 26 | 8  | 4  | 67 | 27 | +40 |
|  | 2.   | Crotone        | 68 | 38 | 20 | 8  | 10 | 63 | 40 | +23 |
|  | 3.   | Spezia         | 61 | 38 | 17 | 10 | 11 | 54 | 40 | +14 |
|  | 4.   | Pordenone      | 58 | 38 | 16 | 10 | 12 | 48 | 46 | +2  |
|  | 5.   | Cittadella     | 58 | 38 | 17 | 7  | 14 | 49 | 49 | 0   |
|  | 6.   | Chievo         | 56 | 38 | 14 | 14 | 10 | 48 | 38 | +10 |
|  | 7.   | Empoli         | 54 | 38 | 14 | 12 | 12 | 47 | 48 | -1  |
|  | 8.   | Frosinone      | 54 | 38 | 14 | 12 | 12 | 41 | 38 | +3  |
|  | 9.   | Pisa           | 54 | 38 | 14 | 12 | 12 | 49 | 45 | +4  |
|  | 10.  | Salernitana    | 52 | 38 | 14 | 10 | 14 | 53 | 50 | +3  |
|  | 11.  | Venezia        | 50 | 38 | 12 | 14 | 12 | 37 | 40 | -3  |
|  | 12.  | Cremonese      | 49 | 38 | 12 | 13 | 13 | 42 | 43 | -1  |
|  | 13.  | Virtus Entella | 48 | 38 | 12 | 12 | 14 | 46 | 50 | -4  |
|  | 14.  | Ascoli         | 46 | 38 | 13 | 7  | 18 | 50 | 58 | -8  |
|  | 15.  | Cosenza        | 46 | 38 | 12 | 10 | 16 | 50 | 49 | +1  |
|  | 16.  | Perugia        | 45 | 38 | 12 | 9  | 17 | 38 | 49 | -11 |
|  | 17.  | Pescara        | 45 | 38 | 12 | 9  | 17 | 48 | 55 | -7  |
|  | 18.  | Trapani (-2)   | 44 | 38 | 11 | 13 | 14 | 48 | 60 | -12 |
|  | 19.  | Juve Stabia    | 41 | 38 | 11 | 8  | 19 | 47 | 63 | -16 |
|  | 20.  | Livorno        | 21 | 38 | 5  | 6  | 27 | 30 | 67 | -37 |

      Promossi in Serie A 2020-2021.
  Ammesse ai play-off o ai play-out.
      Retrocessi in Serie C 2020-2021.
Tre punti per la vittoria, uno per il pareggio, zero per la sconfitta.
In caso di arrivo di due o più squadre a pari punti, la graduatoria verrà stilata secondo la classifica avulsa tra le squadre interessate che prevede, in ordine, i seguenti criteri:
- Punti negli scontri diretti.
- Differenza reti negli scontri diretti.
- Differenza reti generale.
- Reti realizzate in generale.
- Sorteggio.

Note:
Il Trapani ha scontato 2 punti di penalizzazione.

### Squadra campione
| Formazione tipo (4-3-3) | Giocatori (presenze)        |
| --- | --------------------------- |
| Montipò Maggio Tuia Caldirola Letizia Hetemaj Viola Schiattarella Insigne Coda Sau | Lorenzo Montipò (35)        |
| Montipò Maggio Tuia Caldirola Letizia Hetemaj Viola Schiattarella Insigne Coda Sau | Christian Maggio (34)       |
| Montipò Maggio Tuia Caldirola Letizia Hetemaj Viola Schiattarella Insigne Coda Sau | Luca Caldirola (33)         |
| Montipò Maggio Tuia Caldirola Letizia Hetemaj Viola Schiattarella Insigne Coda Sau | Alessandro Tuia (20)        |
| Montipò Maggio Tuia Caldirola Letizia Hetemaj Viola Schiattarella Insigne Coda Sau | Gaetano Letizia (31)        |
| Montipò Maggio Tuia Caldirola Letizia Hetemaj Viola Schiattarella Insigne Coda Sau | Përparim Hetemaj (33)       |
| Montipò Maggio Tuia Caldirola Letizia Hetemaj Viola Schiattarella Insigne Coda Sau | Nicolas Viola (27)          |
| Montipò Maggio Tuia Caldirola Letizia Hetemaj Viola Schiattarella Insigne Coda Sau | Pasquale Schiattarella (26) |
| Montipò Maggio Tuia Caldirola Letizia Hetemaj Viola Schiattarella Insigne Coda Sau | Roberto Insigne (35)        |
| Montipò Maggio Tuia Caldirola Letizia Hetemaj Viola Schiattarella Insigne Coda Sau | Massimo Coda (29)           |
| Montipò Maggio Tuia Caldirola Letizia Hetemaj Viola Schiattarella Insigne Coda Sau | Marco Sau (31)              |
| Montipò Maggio Tuia Caldirola Letizia Hetemaj Viola Schiattarella Insigne Coda Sau | Allenatore: Filippo Inzaghi |
| Altri giocatori: Riccardo Improta (33), Oliver Kragl (27), Andrés Tello (27), Gabriele Moncini (19), Lorenzo Del Pinto (18), Luca Antei (15), Massimo Volta (15), Federico Barba (14), Samuel Armenteros (12), Giuseppe Di Serio (8), Abdallah Basit (5), Bright Gyamfi (4), Francesco Rillo (4), Christian Pastina (3), Nicolò Manfredini (2), Dejan Vokić (2), Pier Graziano Gori (1), Siriki Sanogo (1). |                             |

## Risultati

### Tabellone
Ogni riga indica i risultati casalinghi della squadra segnata a inizio della riga, contro le squadre segnate colonna per colonna (che invece avranno giocato l'incontro in trasferta). Al contrario, leggendo la colonna di una squadra si avranno i risultati ottenuti dalla stessa in trasferta, contro le squadre segnate in ogni riga, che invece avranno giocato l'incontro in casa.
|                | ASC  | BEN  | CHI  | CIT  | COS  | CRE  | CRO  | EMP  | FRO  | JST  | LIV  | PER  | PES  | PIS  | POR  | SAL  | SPE  | TRA  | VEN  | VET  |
| -------------- | ---- | ---- | ---- | ---- | ---- | ---- | ---- | ---- | ---- | ---- | ---- | ---- | ---- | ---- | ---- | ---- | ---- | ---- | ---- | ---- |
| Ascoli         | –––– | 2-4  | 1-1  | 1-0  | 3-2  | 1-3  | 1-1  | 1-0  | 0-1  | 2-2  | 2-0  | 0-1  | 0-2  | 1-0  | 2-2  | 3-2  | 3-0  | 3-1  | 1-1  | 2-1  |
| Benevento      | 4-0  | –––– | 0-1  | 4-1  | 1-0  | 2-0  | 2-0  | 2-0  | 1-0  | 1-0  | 3-1  | 1-0  | 4-0  | 1-1  | 2-1  | 1-1  | 3-1  | 5-0  | 1-1  | 1-1  |
| Chievo         | 2-0  | 1-2  | –––– | 4-1  | 2-0  | 1-0  | 2-1  | 1-1  | 2-0  | 2-3  | 0-1  | 2-0  | 1-0  | 2-2  | 1-1  | 2-0  | 1-3  | 1-1  | 0-1  | 2-1  |
| Cittadella     | 1-2  | 1-2  | 1-1  | –––– | 1-3  | 0-0  | 1-3  | 1-2  | 0-0  | 3-0  | 1-0  | 2-0  | 2-1  | 1-1  | 0-2  | 4-3  | 0-3  | 2-0  | 1-0  | 1-3  |
| Cosenza        | 0-1  | 0-1  | 1-1  | 1-2  | –––– | 2-0  | 0-1  | 1-0  | 0-2  | 3-1  | 1-1  | 2-1  | 1-2  | 2-1  | 1-2  | 0-1  | 1-1  | 2-2  | 1-1  | 2-1  |
| Cremonese      | 1-0  | 0-1  | 1-0  | 0-2  | 0-2  | –––– | 2-1  | 2-3  | 1-1  | 1-1  | 0-0  | 2-1  | 1-0  | 3-4  | 2-2  | 1-0  | 0-0  | 5-0  | 0-0  | 0-1  |
| Crotone        | 3-1  | 3-0  | 1-1  | 1-1  | 0-0  | 1-0  | –––– | 0-0  | 1-0  | 2-0  | 2-1  | 2-3  | 4-1  | 1-0  | 1-0  | 1-1  | 1-2  | 3-0  | 3-2  | 3-1  |
| Empoli         | 2-1  | 0-0  | 1-1  | 1-0  | 1-5  | 1-1  | 3-1  | –––– | 2-0  | 2-1  | 1-1  | 3-0  | 1-2  | 2-1  | 0-1  | 1-1  | 1-1  | 1-1  | 1-1  | 2-4  |
| Frosinone      | 2-1  | 2-3  | 2-0  | 0-2  | 1-1  | 0-2  | 1-2  | 4-0  | –––– | 2-2  | 1-0  | 1-0  | 2-0  | 1-1  | 2-2  | 1-0  | 2-1  | 3-0  | 1-1  | 1-0  |
| Juve Stabia    | 1-5  | 1-1  | 3-2  | 0-1  | 1-0  | 1-2  | 3-2  | 1-0  | 0-2  | –––– | 2-3  | 1-2  | 2-1  | 0-2  | 4-2  | 2-0  | 3-1  | 2-2  | 2-0  | 1-1  |
| Livorno        | 0-3  | 0-2  | 3-4  | 0-2  | 0-3  | 1-2  | 1-5  | 0-2  | 2-2  | 2-1  | –––– | 0-1  | 0-2  | 1-0  | 2-1  | 2-3  | 0-1  | 1-2  | 0-2  | 4-4  |
| Perugia        | 1-1  | 1-2  | 2-1  | 0-2  | 2-2  | 0-0  | 0-0  | 0-1  | 3-1  | 0-0  | 1-0  | –––– | 3-1  | 1-0  | 1-2  | 1-0  | 0-3  | 1-2  | 0-1  | 2-0  |
| Pescara        | 2-1  | 4-0  | 0-0  | 1-2  | 2-1  | 1-1  | 0-3  | 1-1  | 1-1  | 3-1  | 1-0  | 2-2  | –––– | 3-0  | 4-2  | 1-2  | 1-2  | 1-1  | 2-2  | 1-1  |
| Pisa           | 1-0  | 0-0  | 1-1  | 2-0  | 1-3  | 4-1  | 1-1  | 2-3  | 0-0  | 1-1  | 1-0  | 1-0  | 2-1  | –––– | 2-0  | 2-1  | 3-2  | 3-2  | 1-2  | 0-2  |
| Pordenone      | 2-1  | 1-1  | 0-1  | 0-0  | 1-2  | 1-0  | 1-0  | 2-0  | 3-0  | 2-1  | 2-2  | 3-0  | 0-2  | 1-0  | –––– | 1-1  | 1-0  | 2-1  | 0-0  | 2-0  |
| Salernitana    | 1-1  | 0-2  | 1-1  | 4-1  | 2-1  | 3-3  | 3-2  | 2-4  | 1-1  | 2-1  | 1-0  | 1-1  | 3-1  | 1-1  | 4-0  | –––– | 1-2  | 1-0  | 2-0  | 2-1  |
| Spezia         | 3-1  | 0-1  | 0-0  | 1-1  | 5-1  | 3-2  | 1-2  | 1-0  | 2-0  | 2-0  | 2-0  | 2-2  | 2-0  | 1-2  | 1-0  | 2-1  | –––– | 2-4  | 0-1  | 0-0  |
| Trapani        | 3-1  | 2-0  | 1-0  | 0-3  | 2-2  | 0-0  | 2-0  | 2-2  | 0-0  | 1-2  | 2-1  | 2-2  | 1-0  | 1-3  | 3-0  | 0-1  | 1-1  | –––– | 0-1  | 4-1  |
| Venezia        | 2-1  | 0-2  | 0-2  | 1-2  | 1-1  | 1-2  | 1-3  | 0-2  | 0-1  | 1-0  | 1-0  | 3-1  | 1-1  | 1-1  | 1-2  | 1-0  | 0-0  | 1-1  | –––– | 2-2  |
| Virtus Entella | 3-0  | 0-4  | 1-1  | 2-3  | 1-0  | 1-1  | 1-2  | 2-0  | 1-0  | 2-0  | 1-0  | 0-2  | 2-0  | 1-1  | 1-1  | 1-0  | 0-0  | 1-1  | 0-2  | –––– |

### Calendario
Il calendario è stato sorteggiato il 6 agosto 2019 ad Ascoli Piceno.
| andata (1ª) | andata (1ª) | 1ª giornata            | ritorno (20ª) | ritorno (20ª) |
|             |             |                        |               |               |
| 24 ago.     | 3-1         | Ascoli-Trapani         | 1-3           | 18 gen.       |
| 24 ago.     | 0-3         | Cittadella-Spezia      | 1-1           | 19 gen.       |
| 24 ago.     | 0-0         | Crotone-Cosenza        | 1-0           | 20 gen.       |
| 25 ago.     | 2-1         | Empoli-Juve Stabia     | 0-1           | 18 gen.       |
| 25 ago.     | 2-1         | Perugia-Chievo         | 0-2           | 18 gen.       |
| 23 ago.     | 0-0         | Pisa-Benevento         | 1-1           | 19 gen.       |
| 26 ago.     | 3-0         | Pordenone-Frosinone    | 2-2           | 17 gen.       |
| 24 ago.     | 3-1         | Salernitana-Pescara    | 2-1           | 19 gen.       |
| 24 ago.     | 1-2         | Venezia-Cremonese      | 0-0           | 18 gen.       |
| 24 ago.     | 1-0         | Virtus Entella-Livorno | 4-4           | 18 gen.       |

| andata (2ª) | andata (2ª) | 2ª giornata              | ritorno (21ª) | ritorno (21ª) |
|             |             |                          |               |               |
| 31 ago.     | 4-1         | Benevento-Cittadella     | 2-1           | 25 gen.       |
| 30 ago.     | 1-1         | Chievo-Empoli            | 1-1           | 24 gen.       |
| 31 ago.     | 0-1         | Cosenza-Salernitana      | 1-2           | 25 gen.       |
| 31 ago.     | 0-1         | Cremonese-Virtus Entella | 1-1           | 25 gen.       |
| 1º set.     | 2-1         | Frosinone-Ascoli         | 1-0           | 26 gen.       |
| 1º set.     | 0-2         | Juve Stabia-Pisa         | 1-1           | 25 gen.       |
| 31 ago.     | 0-1         | Livorno-Perugia          | 0-1           | 27 gen.       |
| 1º set.     | 4-2         | Pescara-Pordenone        | 2-0           | 25 gen.       |
| 31 ago.     | 1-2         | Spezia-Crotone           | 2-1           | 26 gen.       |
| 31 ago.     | 0-1         | Trapani-Venezia          | 1-1           | 26 gen.       |

| andata (1ª) | andata (1ª) | 1ª giornata            | ritorno (20ª) | ritorno (20ª) |
|             |             |                        |               |               |
| 24 ago.     | 3-1         | Ascoli-Trapani         | 1-3           | 18 gen.       |
| 24 ago.     | 0-3         | Cittadella-Spezia      | 1-1           | 19 gen.       |
| 24 ago.     | 0-0         | Crotone-Cosenza        | 1-0           | 20 gen.       |
| 25 ago.     | 2-1         | Empoli-Juve Stabia     | 0-1           | 18 gen.       |
| 25 ago.     | 2-1         | Perugia-Chievo         | 0-2           | 18 gen.       |
| 23 ago.     | 0-0         | Pisa-Benevento         | 1-1           | 19 gen.       |
| 26 ago.     | 3-0         | Pordenone-Frosinone    | 2-2           | 17 gen.       |
| 24 ago.     | 3-1         | Salernitana-Pescara    | 2-1           | 19 gen.       |
| 24 ago.     | 1-2         | Venezia-Cremonese      | 0-0           | 18 gen.       |
| 24 ago.     | 1-0         | Virtus Entella-Livorno | 4-4           | 18 gen.       |

| andata (2ª) | andata (2ª) | 2ª giornata              | ritorno (21ª) | ritorno (21ª) |
|             |             |                          |               |               |
| 31 ago.     | 4-1         | Benevento-Cittadella     | 2-1           | 25 gen.       |
| 30 ago.     | 1-1         | Chievo-Empoli            | 1-1           | 24 gen.       |
| 31 ago.     | 0-1         | Cosenza-Salernitana      | 1-2           | 25 gen.       |
| 31 ago.     | 0-1         | Cremonese-Virtus Entella | 1-1           | 25 gen.       |
| 1º set.     | 2-1         | Frosinone-Ascoli         | 1-0           | 26 gen.       |
| 1º set.     | 0-2         | Juve Stabia-Pisa         | 1-1           | 25 gen.       |
| 31 ago.     | 0-1         | Livorno-Perugia          | 0-1           | 27 gen.       |
| 1º set.     | 4-2         | Pescara-Pordenone        | 2-0           | 25 gen.       |
| 31 ago.     | 1-2         | Spezia-Crotone           | 2-1           | 26 gen.       |
| 31 ago.     | 0-1         | Trapani-Venezia          | 1-1           | 26 gen.       |

| andata (3ª) | andata (3ª) | 3ª giornata              | ritorno (22ª) | ritorno (22ª) |
|             |             |                          |               |               |
| 14 set.     | 2-0         | Ascoli-Livorno           | 3-0           | 1° feb.       |
| 14 set.     | 2-0         | Cittadella-Trapani       | 3-0           | 1° feb.       |
| 15 set.     | 1-2         | Cosenza-Pescara          | 1-2           | 3 feb.        |
| 15 set.     | 0-0         | Crotone-Empoli           | 1-3           | 1° feb.       |
| 14 set.     | 0-0         | Perugia-Juve Stabia      | 2-1           | 2 feb.        |
| 15 set.     | 4-1         | Pisa-Cremonese           | 4-3           | 31 gen.       |
| 13 set.     | 1-0         | Pordenone-Spezia         | 0-1           | 1° feb.       |
| 16 set.     | 0-2         | Salernitana-Benevento    | 1-1           | 2 feb.        |
| 14 set.     | 0-2         | Venezia-Chievo           | 1-0           | 2 feb.        |
| 14 set.     | 1-0         | Virtus Entella-Frosinone | 0-1           | 1° feb.       |

| andata (4ª) | andata (4ª) | 4ª giornata            | ritorno (23ª) | ritorno (23ª) |
|             |             |                        |               |               |
| 21 set.     | 1-0         | Benevento-Cosenza      | 1-0           | 9 feb.        |
| 21 set.     | 2-2         | Chievo-Pisa            | 1-1           | 9 feb.        |
| 21 set.     | 2-1         | Cremonese-Crotone      | 0-1           | 8 feb.        |
| 21 set.     | 1-0         | Empoli-Cittadella      | 2-1           | 8 feb.        |
| 20 set.     | 1-1         | Frosinone-Venezia      | 1-0           | 8 feb.        |
| 21 set.     | 1-5         | Juve Stabia-Ascoli     | 2-2           | 7 feb.        |
| 21 set.     | 2-1         | Livorno-Pordenone      | 2-2           | 8 feb.        |
| 21 set.     | 1-1         | Pescara-Virtus Entella | 0-2           | 9 feb.        |
| 21 set.     | 2-2         | Spezia-Perugia         | 3-0           | 8 feb.        |
| 22 set.     | 0-1         | Trapani-Salernitana    | 0-1           | 10 feb.       |

| andata (3ª) | andata (3ª) | 3ª giornata              | ritorno (22ª) | ritorno (22ª) |
|             |             |                          |               |               |
| 14 set.     | 2-0         | Ascoli-Livorno           | 3-0           | 1° feb.       |
| 14 set.     | 2-0         | Cittadella-Trapani       | 3-0           | 1° feb.       |
| 15 set.     | 1-2         | Cosenza-Pescara          | 1-2           | 3 feb.        |
| 15 set.     | 0-0         | Crotone-Empoli           | 1-3           | 1° feb.       |
| 14 set.     | 0-0         | Perugia-Juve Stabia      | 2-1           | 2 feb.        |
| 15 set.     | 4-1         | Pisa-Cremonese           | 4-3           | 31 gen.       |
| 13 set.     | 1-0         | Pordenone-Spezia         | 0-1           | 1° feb.       |
| 16 set.     | 0-2         | Salernitana-Benevento    | 1-1           | 2 feb.        |
| 14 set.     | 0-2         | Venezia-Chievo           | 1-0           | 2 feb.        |
| 14 set.     | 1-0         | Virtus Entella-Frosinone | 0-1           | 1° feb.       |

| andata (4ª) | andata (4ª) | 4ª giornata            | ritorno (23ª) | ritorno (23ª) |
|             |             |                        |               |               |
| 21 set.     | 1-0         | Benevento-Cosenza      | 1-0           | 9 feb.        |
| 21 set.     | 2-2         | Chievo-Pisa            | 1-1           | 9 feb.        |
| 21 set.     | 2-1         | Cremonese-Crotone      | 0-1           | 8 feb.        |
| 21 set.     | 1-0         | Empoli-Cittadella      | 2-1           | 8 feb.        |
| 20 set.     | 1-1         | Frosinone-Venezia      | 1-0           | 8 feb.        |
| 21 set.     | 1-5         | Juve Stabia-Ascoli     | 2-2           | 7 feb.        |
| 21 set.     | 2-1         | Livorno-Pordenone      | 2-2           | 8 feb.        |
| 21 set.     | 1-1         | Pescara-Virtus Entella | 0-2           | 9 feb.        |
| 21 set.     | 2-2         | Spezia-Perugia         | 3-0           | 8 feb.        |
| 22 set.     | 0-1         | Trapani-Salernitana    | 0-1           | 10 feb.       |

| andata (5ª) | andata (5ª) | 5ª giornata            | ritorno (24ª) | ritorno (24ª) |
|             |             |                        |               |               |
| 24 set.     | 3-0         | Ascoli-Spezia          | 1-3           | 15 feb.       |
| 24 set.     | 2-1         | Cittadella-Pescara     | 2-1           | 14 feb.       |
| 24 set.     | 1-1         | Cosenza-Livorno        | 3-0           | 15 feb.       |
| 24 set.     | 2-0         | Crotone-Juve Stabia    | 2-3           | 15 feb.       |
| 24 set.     | 3-1         | Perugia-Frosinone      | 0-1           | 16 feb.       |
| 24 set.     | 2-3         | Pisa-Empoli            | 1-2           | 16 feb.       |
| 24 set.     | 1-1         | Pordenone-Benevento    | 1-2           | 15 feb.       |
| 25 set.     | 1-1         | Salernitana-Chievo     | 0-2           | 17 feb.       |
| 25 set.     | 0-0         | Trapani-Cremonese      | 0-5           | 16 feb.       |
| 24 set.     | 0-2         | Virtus Entella-Venezia | 2-2           | 15 feb.       |

| andata (6ª) | andata (6ª) | 6ª giornata              | ritorno (25ª) | ritorno (25ª) |
|             |             |                          |               |               |
| 29 set.     | 1-1         | Benevento-Virtus Entella | 4-0           | 22 feb.       |
| 29 set.     | 1-1         | Chievo-Pordenone         | 1-0           | 23 feb.       |
| 30 set.     | 1-0         | Cremonese-Ascoli         | 3-1           | 17 giu.       |
| 28 set.     | 3-0         | Empoli-Perugia           | 1-0           | 24 feb.       |
| 28 set.     | 1-1         | Frosinone-Cosenza        | 2-0           | 21 feb.       |
| 28 set.     | 0-1         | Juve Stabia-Cittadella   | 0-3           | 22 feb.       |
| 29 set.     | 2-3         | Livorno-Salernitana      | 0-1           | 23 feb.       |
| 27 set.     | 0-3         | Pescara-Crotone          | 1-4           | 23 feb.       |
| 29 set.     | 2-4         | Spezia-Trapani           | 1-1           | 22 feb.       |
| 28 set.     | 1-1         | Venezia-Pisa             | 2-1           | 22 feb.       |

| andata (5ª) | andata (5ª) | 5ª giornata            | ritorno (24ª) | ritorno (24ª) |
|             |             |                        |               |               |
| 24 set.     | 3-0         | Ascoli-Spezia          | 1-3           | 15 feb.       |
| 24 set.     | 2-1         | Cittadella-Pescara     | 2-1           | 14 feb.       |
| 24 set.     | 1-1         | Cosenza-Livorno        | 3-0           | 15 feb.       |
| 24 set.     | 2-0         | Crotone-Juve Stabia    | 2-3           | 15 feb.       |
| 24 set.     | 3-1         | Perugia-Frosinone      | 0-1           | 16 feb.       |
| 24 set.     | 2-3         | Pisa-Empoli            | 1-2           | 16 feb.       |
| 24 set.     | 1-1         | Pordenone-Benevento    | 1-2           | 15 feb.       |
| 25 set.     | 1-1         | Salernitana-Chievo     | 0-2           | 17 feb.       |
| 25 set.     | 0-0         | Trapani-Cremonese      | 0-5           | 16 feb.       |
| 24 set.     | 0-2         | Virtus Entella-Venezia | 2-2           | 15 feb.       |

| andata (6ª) | andata (6ª) | 6ª giornata              | ritorno (25ª) | ritorno (25ª) |
|             |             |                          |               |               |
| 29 set.     | 1-1         | Benevento-Virtus Entella | 4-0           | 22 feb.       |
| 29 set.     | 1-1         | Chievo-Pordenone         | 1-0           | 23 feb.       |
| 30 set.     | 1-0         | Cremonese-Ascoli         | 3-1           | 17 giu.       |
| 28 set.     | 3-0         | Empoli-Perugia           | 1-0           | 24 feb.       |
| 28 set.     | 1-1         | Frosinone-Cosenza        | 2-0           | 21 feb.       |
| 28 set.     | 0-1         | Juve Stabia-Cittadella   | 0-3           | 22 feb.       |
| 29 set.     | 2-3         | Livorno-Salernitana      | 0-1           | 23 feb.       |
| 27 set.     | 0-3         | Pescara-Crotone          | 1-4           | 23 feb.       |
| 29 set.     | 2-4         | Spezia-Trapani           | 1-1           | 22 feb.       |
| 28 set.     | 1-1         | Venezia-Pisa             | 2-1           | 22 feb.       |

| andata (7ª) | andata (7ª) | 7ª giornata            | ritorno (26ª) | ritorno (26ª) |
|             |             |                        |               |               |
| 6 ott.      | 0-2         | Ascoli-Pescara         | 1-2           | 1° mar.       |
| 5 ott.      | 1-1         | Cosenza-Venezia        | 1-1           | 29 feb.       |
| 6 ott.      | 0-2         | Cremonese-Cittadella   | 0-0           | 29 feb.       |
| 5 ott.      | 3-1         | Crotone-Virtus Entella | 2-1           | 28 feb.       |
| 5 ott.      | 3-4         | Livorno-Chievo         | 1-0           | 29 feb.       |
| 4 ott.      | 1-0         | Perugia-Pisa           | 0-1           | 29 feb.       |
| 5 ott.      | 2-0         | Pordenone-Empoli       | 1-0           | 29 feb.       |
| 6 ott.      | 1-1         | Salernitana-Frosinone  | 0-1           | 29 feb.       |
| 5 ott.      | 0-1         | Spezia-Benevento       | 1-3           | 29 feb.       |
| 5 ott.      | 1-2         | Trapani-Juve Stabia    | 2-2           | 29 feb.       |

| andata (8ª) | andata (8ª) | 8ª giornata            | ritorno (27ª) | ritorno (27ª) |
|             |             |                        |               |               |
| 19 ott.     | 1-0         | Benevento-Perugia      | 2-1           | 3 mar.        |
| 20 ott.     | 2-0         | Chievo-Ascoli          | 1-1           | 4 mar.        |
| 18 ott.     | 1-3         | Cittadella-Cosenza     | 2-1           | 3 mar.        |
| 20 ott.     | 1-1         | Empoli-Cremonese       | 3-2           | 3 mar.        |
| 21 ott.     | 1-0         | Frosinone-Livorno      | 2-2           | 3 mar.        |
| 19 ott.     | 4-2         | Juve Stabia-Pordenone  | 1-2           | 3 mar.        |
| 19 ott.     | 1-2         | Pescara-Spezia         | 0-2           | 4 mar.        |
| 20 ott.     | 1-1         | Pisa-Crotone           | 0-1           | 3 mar.        |
| 19 ott.     | 1-0         | Venezia-Salernitana    | 0-2           | 3 mar.        |
| 19 ott.     | 1-1         | Virtus Entella-Trapani | 1-4           | 3 mar.        |

| andata (7ª) | andata (7ª) | 7ª giornata            | ritorno (26ª) | ritorno (26ª) |
|             |             |                        |               |               |
| 6 ott.      | 0-2         | Ascoli-Pescara         | 1-2           | 1° mar.       |
| 5 ott.      | 1-1         | Cosenza-Venezia        | 1-1           | 29 feb.       |
| 6 ott.      | 0-2         | Cremonese-Cittadella   | 0-0           | 29 feb.       |
| 5 ott.      | 3-1         | Crotone-Virtus Entella | 2-1           | 28 feb.       |
| 5 ott.      | 3-4         | Livorno-Chievo         | 1-0           | 29 feb.       |
| 4 ott.      | 1-0         | Perugia-Pisa           | 0-1           | 29 feb.       |
| 5 ott.      | 2-0         | Pordenone-Empoli       | 1-0           | 29 feb.       |
| 6 ott.      | 1-1         | Salernitana-Frosinone  | 0-1           | 29 feb.       |
| 5 ott.      | 0-1         | Spezia-Benevento       | 1-3           | 29 feb.       |
| 5 ott.      | 1-2         | Trapani-Juve Stabia    | 2-2           | 29 feb.       |

| andata (8ª) | andata (8ª) | 8ª giornata            | ritorno (27ª) | ritorno (27ª) |
|             |             |                        |               |               |
| 19 ott.     | 1-0         | Benevento-Perugia      | 2-1           | 3 mar.        |
| 20 ott.     | 2-0         | Chievo-Ascoli          | 1-1           | 4 mar.        |
| 18 ott.     | 1-3         | Cittadella-Cosenza     | 2-1           | 3 mar.        |
| 20 ott.     | 1-1         | Empoli-Cremonese       | 3-2           | 3 mar.        |
| 21 ott.     | 1-0         | Frosinone-Livorno      | 2-2           | 3 mar.        |
| 19 ott.     | 4-2         | Juve Stabia-Pordenone  | 1-2           | 3 mar.        |
| 19 ott.     | 1-2         | Pescara-Spezia         | 0-2           | 4 mar.        |
| 20 ott.     | 1-1         | Pisa-Crotone           | 0-1           | 3 mar.        |
| 19 ott.     | 1-0         | Venezia-Salernitana    | 0-2           | 3 mar.        |
| 19 ott.     | 1-1         | Virtus Entella-Trapani | 1-4           | 3 mar.        |

| andata (9ª) | andata (9ª) | 9ª giornata           | ritorno (28ª) | ritorno (28ª) |
|             |             |                       |               |               |
| 25 ott.     | 2-1         | Ascoli-Virtus Entella | 0-3           | 8 mar.        |
| 26 ott.     | 1-1         | Cosenza-Chievo        | 0-2           | 9 mar.        |
| 27 ott.     | 1-1         | Cremonese-Frosinone   | 2-0           | 7 mar.        |
| 26 ott.     | 3-2         | Crotone-Venezia       | 3-1           | 7 mar.        |
| 26 ott.     | 1-0         | Livorno-Pisa          | 0-1           | 7 mar.        |
| 26 ott.     | 4-0         | Pescara-Benevento     | 0-4           | 8 mar.        |
| 26 ott.     | 0-0         | Pordenone-Cittadella  | 2-0           | 7 mar.        |
| 26 ott.     | 1-1         | Salernitana-Perugia   | 0-1           | 7 mar.        |
| 26 ott.     | 2-0         | Spezia-Juve Stabia    | 1-3           | 8 mar.        |
| 26 ott.     | 2-2         | Trapani-Empoli        | 1-1           | 7 mar.        |

| andata (10ª) | andata (10ª) | 10ª giornata           | ritorno (29ª) | ritorno (29ª) |
|              |              |                        |               |               |
| 30 ott.      | 2-0          | Benevento-Cremonese    | 1-0           | 21 giu.       |
| 29 ott.      | 2-1          | Chievo-Crotone         | 1-1           | 20 giu.       |
| 29 ott.      | 1-0          | Cittadella-Livorno     | 2-0           | 20 giu.       |
| 29 ott.      | 1-1          | Empoli-Spezia          | 0-1           | 19 giu.       |
| 30 ott.      | 3-0          | Frosinone-Trapani      | 0-0           | 20 giu.       |
| 29 ott.      | 2-1          | Juve Stabia-Pescara    | 1-3           | 20 giu.       |
| 29 ott.      | 1-1          | Perugia-Ascoli         | 1-0           | 21 giu.       |
| 29 ott.      | 2-1          | Pisa-Salernitana       | 1-1           | 20 giu.       |
| 29 ott.      | 1-2          | Venezia-Pordenone      | 0-0           | 20 giu.       |
| 29 ott.      | 1-0          | Virtus Entella-Cosenza | 1-2           | 20 giu.       |

| andata (9ª) | andata (9ª) | 9ª giornata           | ritorno (28ª) | ritorno (28ª) |
|             |             |                       |               |               |
| 25 ott.     | 2-1         | Ascoli-Virtus Entella | 0-3           | 8 mar.        |
| 26 ott.     | 1-1         | Cosenza-Chievo        | 0-2           | 9 mar.        |
| 27 ott.     | 1-1         | Cremonese-Frosinone   | 2-0           | 7 mar.        |
| 26 ott.     | 3-2         | Crotone-Venezia       | 3-1           | 7 mar.        |
| 26 ott.     | 1-0         | Livorno-Pisa          | 0-1           | 7 mar.        |
| 26 ott.     | 4-0         | Pescara-Benevento     | 0-4           | 8 mar.        |
| 26 ott.     | 0-0         | Pordenone-Cittadella  | 2-0           | 7 mar.        |
| 26 ott.     | 1-1         | Salernitana-Perugia   | 0-1           | 7 mar.        |
| 26 ott.     | 2-0         | Spezia-Juve Stabia    | 1-3           | 8 mar.        |
| 26 ott.     | 2-2         | Trapani-Empoli        | 1-1           | 7 mar.        |

| andata (10ª) | andata (10ª) | 10ª giornata           | ritorno (29ª) | ritorno (29ª) |
|              |              |                        |               |               |
| 30 ott.      | 2-0          | Benevento-Cremonese    | 1-0           | 21 giu.       |
| 29 ott.      | 2-1          | Chievo-Crotone         | 1-1           | 20 giu.       |
| 29 ott.      | 1-0          | Cittadella-Livorno     | 2-0           | 20 giu.       |
| 29 ott.      | 1-1          | Empoli-Spezia          | 0-1           | 19 giu.       |
| 30 ott.      | 3-0          | Frosinone-Trapani      | 0-0           | 20 giu.       |
| 29 ott.      | 2-1          | Juve Stabia-Pescara    | 1-3           | 20 giu.       |
| 29 ott.      | 1-1          | Perugia-Ascoli         | 1-0           | 21 giu.       |
| 29 ott.      | 2-1          | Pisa-Salernitana       | 1-1           | 20 giu.       |
| 29 ott.      | 1-2          | Venezia-Pordenone      | 0-0           | 20 giu.       |
| 29 ott.      | 1-0          | Virtus Entella-Cosenza | 1-2           | 20 giu.       |

| andata (11ª) | andata (11ª) | 11ª giornata               | ritorno (30ª) | ritorno (30ª) |
|              |              |                            |               |               |
| 2 nov.       | 1-1          | Ascoli-Venezia             | 1-2           | 26 giu.       |
| 3 nov.       | 2-0          | Benevento-Empoli           | 0-0           | 26 giu.       |
| 3 nov.       | 0-0          | Cittadella-Frosinone       | 2-0           | 26 giu.       |
| 4 nov.       | 2-0          | Cosenza-Cremonese          | 2-0           | 26 giu.       |
| 2 nov.       | 2-3          | Crotone-Perugia            | 0-0           | 26 giu.       |
| 2 nov.       | 2-1          | Livorno-Juve Stabia        | 3-2           | 26 giu.       |
| 2 nov.       | 3-0          | Pescara-Pisa               | 1-2           | 26 giu.       |
| 3 nov.       | 2-1          | Pordenone-Trapani          | 0-3           | 26 giu.       |
| 2 nov.       | 2-1          | Salernitana-Virtus Entella | 0-1           | 26 giu.       |
| 1° nov.      | 0-0          | Spezia-Chievo              | 3-1           | 26 giu.       |

| andata (12ª) | andata (12ª) | 12ª giornata             | ritorno (31ª) | ritorno (31ª) |
|              |              |                          |               |               |
| 10 nov.      | 1-0          | Cremonese-Salernitana    | 3-3           | 29 giu.       |
| 8 nov.       | 3-1          | Crotone-Ascoli           | 1-1           | 29 giu.       |
| 9 nov.       | 1-2          | Empoli-Pescara           | 1-1           | 29 giu.       |
| 10 nov.      | 2-0          | Frosinone-Chievo         | 0-2           | 29 giu.       |
| 9 nov.       | 1-1          | Juve Stabia-Benevento    | 0-1           | 29 giu.       |
| 9 nov.       | 0-2          | Perugia-Cittadella       | 0-2           | 29 giu.       |
| 9 nov.       | 3-2          | Pisa-Spezia              | 2-1           | 29 giu.       |
| 10 nov.      | 2-2          | Trapani-Cosenza          | 2-2           | 29 giu.       |
| 9 nov.       | 1-0          | Venezia-Livorno          | 2-0           | 29 giu.       |
| 9 nov.       | 1-1          | Virtus Entella-Pordenone | 0-2           | 29 giu.       |

| andata (11ª) | andata (11ª) | 11ª giornata               | ritorno (30ª) | ritorno (30ª) |
|              |              |                            |               |               |
| 2 nov.       | 1-1          | Ascoli-Venezia             | 1-2           | 26 giu.       |
| 3 nov.       | 2-0          | Benevento-Empoli           | 0-0           | 26 giu.       |
| 3 nov.       | 0-0          | Cittadella-Frosinone       | 2-0           | 26 giu.       |
| 4 nov.       | 2-0          | Cosenza-Cremonese          | 2-0           | 26 giu.       |
| 2 nov.       | 2-3          | Crotone-Perugia            | 0-0           | 26 giu.       |
| 2 nov.       | 2-1          | Livorno-Juve Stabia        | 3-2           | 26 giu.       |
| 2 nov.       | 3-0          | Pescara-Pisa               | 1-2           | 26 giu.       |
| 3 nov.       | 2-1          | Pordenone-Trapani          | 0-3           | 26 giu.       |
| 2 nov.       | 2-1          | Salernitana-Virtus Entella | 0-1           | 26 giu.       |
| 1° nov.      | 0-0          | Spezia-Chievo              | 3-1           | 26 giu.       |

| andata (12ª) | andata (12ª) | 12ª giornata             | ritorno (31ª) | ritorno (31ª) |
|              |              |                          |               |               |
| 10 nov.      | 1-0          | Cremonese-Salernitana    | 3-3           | 29 giu.       |
| 8 nov.       | 3-1          | Crotone-Ascoli           | 1-1           | 29 giu.       |
| 9 nov.       | 1-2          | Empoli-Pescara           | 1-1           | 29 giu.       |
| 10 nov.      | 2-0          | Frosinone-Chievo         | 0-2           | 29 giu.       |
| 9 nov.       | 1-1          | Juve Stabia-Benevento    | 0-1           | 29 giu.       |
| 9 nov.       | 0-2          | Perugia-Cittadella       | 0-2           | 29 giu.       |
| 9 nov.       | 3-2          | Pisa-Spezia              | 2-1           | 29 giu.       |
| 10 nov.      | 2-2          | Trapani-Cosenza          | 2-2           | 29 giu.       |
| 9 nov.       | 1-0          | Venezia-Livorno          | 2-0           | 29 giu.       |
| 9 nov.       | 1-1          | Virtus Entella-Pordenone | 0-2           | 29 giu.       |

| andata (13ª) | andata (13ª) | 13ª giornata            | ritorno (32ª) | ritorno (32ª) |
|              |              |                         |               |               |
| 24 nov.      | 3-2          | Ascoli-Cosenza          | 1-0           | 3 lug.        |
| 23 nov.      | 2-0          | Benevento-Crotone       | 0-3           | 3 lug.        |
| 25 nov.      | 2-1          | Chievo-Virtus Entella   | 1-1           | 3 lug.        |
| 24 nov.      | 1-1          | Cittadella-Pisa         | 0-2           | 3 lug.        |
| 23 nov.      | 1-1          | Empoli-Venezia          | 2-0           | 3 lug.        |
| 23 nov.      | 2-0          | Juve Stabia-Salernitana | 1-2           | 3 lug.        |
| 23 nov.      | 1-2          | Livorno-Trapani         | 1-2           | 3 lug.        |
| 22 nov.      | 1-1          | Pescara-Cremonese       | 0-1           | 3 lug.        |
| 23 nov.      | 3-0          | Pordenone-Perugia       | 2-1           | 3 lug.        |
| 24 nov.      | 2-0          | Spezia-Frosinone        | 1-2           | 3 lug.        |

| andata (14ª) | andata (14ª) | 14ª giornata               | ritorno (33ª) | ritorno (33ª) |
|              |              |                            |               |               |
| 29 nov.      | 1-1          | Cosenza-Spezia             | 1-5           | 10 lug.       |
| 30 nov.      | 0-0          | Cremonese-Livorno          | 2-1           | 10 lug.       |
| 30 nov.      | 1-1          | Crotone-Cittadella         | 3-1           | 10 lug.       |
| 30 nov.      | 4-0          | Frosinone-Empoli           | 0-2           | 10 lug.       |
| 1° dic.      | 3-1          | Perugia-Pescara            | 2-2           | 10 lug.       |
| 2 dic.       | 2-0          | Pisa-Pordenone             | 0-1           | 10 lug.       |
| 30 nov.      | 1-1          | Salernitana-Ascoli         | 2-3           | 10 lug.       |
| 1° dic.      | 1-0          | Trapani-Chievo             | 1-1           | 10 lug.       |
| 30 nov.      | 0-2          | Venezia-Benevento          | 1-1           | 10 lug.       |
| 1° dic.      | 2-0          | Virtus Entella-Juve Stabia | 1-1           | 10 lug.       |

| andata (13ª) | andata (13ª) | 13ª giornata            | ritorno (32ª) | ritorno (32ª) |
|              |              |                         |               |               |
| 24 nov.      | 3-2          | Ascoli-Cosenza          | 1-0           | 3 lug.        |
| 23 nov.      | 2-0          | Benevento-Crotone       | 0-3           | 3 lug.        |
| 25 nov.      | 2-1          | Chievo-Virtus Entella   | 1-1           | 3 lug.        |
| 24 nov.      | 1-1          | Cittadella-Pisa         | 0-2           | 3 lug.        |
| 23 nov.      | 1-1          | Empoli-Venezia          | 2-0           | 3 lug.        |
| 23 nov.      | 2-0          | Juve Stabia-Salernitana | 1-2           | 3 lug.        |
| 23 nov.      | 1-2          | Livorno-Trapani         | 1-2           | 3 lug.        |
| 22 nov.      | 1-1          | Pescara-Cremonese       | 0-1           | 3 lug.        |
| 23 nov.      | 3-0          | Pordenone-Perugia       | 2-1           | 3 lug.        |
| 24 nov.      | 2-0          | Spezia-Frosinone        | 1-2           | 3 lug.        |

| andata (14ª) | andata (14ª) | 14ª giornata               | ritorno (33ª) | ritorno (33ª) |
|              |              |                            |               |               |
| 29 nov.      | 1-1          | Cosenza-Spezia             | 1-5           | 10 lug.       |
| 30 nov.      | 0-0          | Cremonese-Livorno          | 2-1           | 10 lug.       |
| 30 nov.      | 1-1          | Crotone-Cittadella         | 3-1           | 10 lug.       |
| 30 nov.      | 4-0          | Frosinone-Empoli           | 0-2           | 10 lug.       |
| 1° dic.      | 3-1          | Perugia-Pescara            | 2-2           | 10 lug.       |
| 2 dic.       | 2-0          | Pisa-Pordenone             | 0-1           | 10 lug.       |
| 30 nov.      | 1-1          | Salernitana-Ascoli         | 2-3           | 10 lug.       |
| 1° dic.      | 1-0          | Trapani-Chievo             | 1-1           | 10 lug.       |
| 30 nov.      | 0-2          | Venezia-Benevento          | 1-1           | 10 lug.       |
| 1° dic.      | 2-0          | Virtus Entella-Juve Stabia | 1-1           | 10 lug.       |

| andata (15ª) | andata (15ª) | 15ª giornata           | ritorno (34ª) | ritorno (34ª) |
|              |              |                        |               |               |
| 6 dic.       | 5-0          | Benevento-Trapani      | 0-2           | 13 lug.       |
| 7 dic.       | 1-0          | Chievo-Cremonese       | 0-1           | 13 lug.       |
| 7 dic.       | 4-3          | Cittadella-Salernitana | 1-4           | 13 lug.       |
| 7 dic.       | 2-1          | Empoli-Ascoli          | 0-1           | 13 lug.       |
| 8 dic.       | 0-2          | Juve Stabia-Frosinone  | 2-2           | 13 lug.       |
| 9 dic.       | 2-2          | Perugia-Cosenza        | 1-2           | 13 lug.       |
| 7 dic.       | 2-2          | Pescara-Venezia        | 1-1           | 13 lug.       |
| 8 dic.       | 0-2          | Pisa-Virtus Entella    | 1-1           | 13 lug.       |
| 8 dic.       | 1-0          | Pordenone-Crotone      | 0-1           | 13 lug.       |
| 7 dic.       | 2-0          | Spezia-Livorno         | 1-0           | 13 lug.       |

| andata (16ª) | andata (16ª) | 16ª giornata          | ritorno (35ª) | ritorno (35ª) |
|              |              |                       |               |               |
| 14 dic.      | 1-0          | Ascoli-Cittadella     | 2-1           | 17 lug.       |
| 13 dic.      | 2-3          | Chievo-Juve Stabia    | 2-3           | 17 lug.       |
| 15 dic.      | 1-2          | Cosenza-Pordenone     | 2-1           | 17 lug.       |
| 15 dic.      | 2-1          | Cremonese-Perugia     | 0-0           | 17 lug.       |
| 14 dic.      | 2-0          | Frosinone-Pescara     | 1-1           | 17 lug.       |
| 14 dic.      | 0-2          | Livorno-Benevento     | 1-3           | 17 lug.       |
| 15 dic.      | 3-2          | Salernitana-Crotone   | 1-1           | 17 lug.       |
| 16 dic.      | 1-3          | Trapani-Pisa          | 2-3           | 17 lug.       |
| 14 dic.      | 0-0          | Venezia-Spezia        | 1-0           | 17 lug.       |
| 14 dic.      | 2-0          | Virtus Entella-Empoli | 4-2           | 17 lug.       |

| andata (15ª) | andata (15ª) | 15ª giornata           | ritorno (34ª) | ritorno (34ª) |
|              |              |                        |               |               |
| 6 dic.       | 5-0          | Benevento-Trapani      | 0-2           | 13 lug.       |
| 7 dic.       | 1-0          | Chievo-Cremonese       | 0-1           | 13 lug.       |
| 7 dic.       | 4-3          | Cittadella-Salernitana | 1-4           | 13 lug.       |
| 7 dic.       | 2-1          | Empoli-Ascoli          | 0-1           | 13 lug.       |
| 8 dic.       | 0-2          | Juve Stabia-Frosinone  | 2-2           | 13 lug.       |
| 9 dic.       | 2-2          | Perugia-Cosenza        | 1-2           | 13 lug.       |
| 7 dic.       | 2-2          | Pescara-Venezia        | 1-1           | 13 lug.       |
| 8 dic.       | 0-2          | Pisa-Virtus Entella    | 1-1           | 13 lug.       |
| 8 dic.       | 1-0          | Pordenone-Crotone      | 0-1           | 13 lug.       |
| 7 dic.       | 2-0          | Spezia-Livorno         | 1-0           | 13 lug.       |

| andata (16ª) | andata (16ª) | 16ª giornata          | ritorno (35ª) | ritorno (35ª) |
|              |              |                       |               |               |
| 14 dic.      | 1-0          | Ascoli-Cittadella     | 2-1           | 17 lug.       |
| 13 dic.      | 2-3          | Chievo-Juve Stabia    | 2-3           | 17 lug.       |
| 15 dic.      | 1-2          | Cosenza-Pordenone     | 2-1           | 17 lug.       |
| 15 dic.      | 2-1          | Cremonese-Perugia     | 0-0           | 17 lug.       |
| 14 dic.      | 2-0          | Frosinone-Pescara     | 1-1           | 17 lug.       |
| 14 dic.      | 0-2          | Livorno-Benevento     | 1-3           | 17 lug.       |
| 15 dic.      | 3-2          | Salernitana-Crotone   | 1-1           | 17 lug.       |
| 16 dic.      | 1-3          | Trapani-Pisa          | 2-3           | 17 lug.       |
| 14 dic.      | 0-0          | Venezia-Spezia        | 1-0           | 17 lug.       |
| 14 dic.      | 2-0          | Virtus Entella-Empoli | 4-2           | 17 lug.       |

| andata (17ª) | andata (17ª) | 17ª giornata           | ritorno (36ª) | ritorno (36ª) |
|              |              |                        |               |               |
| 21 dic.      | 1-0          | Benevento-Frosinone    | 3-2           | 24 lug.       |
| 21 dic.      | 1-1          | Cittadella-Chievo      | 1-4           | 24 lug.       |
| 21 dic.      | 2-1          | Crotone-Livorno        | 5-1           | 24 lug.       |
| 21 dic.      | 1-1          | Empoli-Salernitana     | 4-2           | 24 lug.       |
| 21 dic.      | 2-0          | Juve Stabia-Venezia    | 0-1           | 24 lug.       |
| 21 dic.      | 2-0          | Perugia-Virtus Entella | 2-0           | 24 lug.       |
| 22 dic.      | 1-1          | Pescara-Trapani        | 0-1           | 24 lug.       |
| 22 dic.      | 1-3          | Pisa-Cosenza           | 1-2           | 24 lug.       |
| 22 dic.      | 2-1          | Pordenone-Ascoli       | 2-2           | 24 lug.       |
| 11 feb.      | 3-2          | Spezia-Cremonese       | 0-0           | 24 lug.       |

| andata (18ª) | andata (18ª) | 18ª giornata          | ritorno (37ª) | ritorno (37ª) |
|              |              |                       |               |               |
| 26 dic.      | 1-0          | Ascoli-Pisa           | 0-1           | 27 lug.       |
| 26 dic.      | 1-2          | Chievo-Benevento      | 1-0           | 27 lug.       |
| 26 dic.      | 1-0          | Cosenza-Empoli        | 5-1           | 27 lug.       |
| 26 dic.      | 1-1          | Cremonese-Juve Stabia | 2-1           | 27 lug.       |
| 26 dic.      | 1-2          | Frosinone-Crotone     | 0-1           | 27 lug.       |
| 26 dic.      | 0-2          | Livorno-Pescara       | 0-1           | 27 lug.       |
| 26 dic.      | 4-0          | Salernitana-Pordenone | 1-1           | 27 lug.       |
| 26 dic.      | 2-2          | Trapani-Perugia       | 2-1           | 27 lug.       |
| 26 dic.      | 1-2          | Venezia-Cittadella    | 0-1           | 27 lug.       |
| 26 dic.      | 0-0          | Virtus Entella-Spezia | 0-0           | 27 lug.       |

| andata (17ª) | andata (17ª) | 17ª giornata           | ritorno (36ª) | ritorno (36ª) |
|              |              |                        |               |               |
| 21 dic.      | 1-0          | Benevento-Frosinone    | 3-2           | 24 lug.       |
| 21 dic.      | 1-1          | Cittadella-Chievo      | 1-4           | 24 lug.       |
| 21 dic.      | 2-1          | Crotone-Livorno        | 5-1           | 24 lug.       |
| 21 dic.      | 1-1          | Empoli-Salernitana     | 4-2           | 24 lug.       |
| 21 dic.      | 2-0          | Juve Stabia-Venezia    | 0-1           | 24 lug.       |
| 21 dic.      | 2-0          | Perugia-Virtus Entella | 2-0           | 24 lug.       |
| 22 dic.      | 1-1          | Pescara-Trapani        | 0-1           | 24 lug.       |
| 22 dic.      | 1-3          | Pisa-Cosenza           | 1-2           | 24 lug.       |
| 22 dic.      | 2-1          | Pordenone-Ascoli       | 2-2           | 24 lug.       |
| 11 feb.      | 3-2          | Spezia-Cremonese       | 0-0           | 24 lug.       |

| andata (18ª) | andata (18ª) | 18ª giornata          | ritorno (37ª) | ritorno (37ª) |
|              |              |                       |               |               |
| 26 dic.      | 1-0          | Ascoli-Pisa           | 0-1           | 27 lug.       |
| 26 dic.      | 1-2          | Chievo-Benevento      | 1-0           | 27 lug.       |
| 26 dic.      | 1-0          | Cosenza-Empoli        | 5-1           | 27 lug.       |
| 26 dic.      | 1-1          | Cremonese-Juve Stabia | 2-1           | 27 lug.       |
| 26 dic.      | 1-2          | Frosinone-Crotone     | 0-1           | 27 lug.       |
| 26 dic.      | 0-2          | Livorno-Pescara       | 0-1           | 27 lug.       |
| 26 dic.      | 4-0          | Salernitana-Pordenone | 1-1           | 27 lug.       |
| 26 dic.      | 2-2          | Trapani-Perugia       | 2-1           | 27 lug.       |
| 26 dic.      | 1-2          | Venezia-Cittadella    | 0-1           | 27 lug.       |
| 26 dic.      | 0-0          | Virtus Entella-Spezia | 0-0           | 27 lug.       |

| \| andata (19ª) \| andata (19ª) \| 19ª giornata \| ritorno (38ª) \| ritorno (38ª) \| \| \| \| \| \| \| \| \| \| \| \| \| \| 29 dic. \| 4-0 \| Benevento-Ascoli \| 4-2 \| 31 lug. \| \| 29 dic. \| 1-3 \| Cittadella-Virtus Entella \| 3-2 \| 31 lug. \| \| 29 dic. \| 3-0 \| Crotone-Trapani \| 0-2 \| 31 lug. \| \| 29 dic. \| 1-1 \| Empoli-Livorno \| 2-0 \| 31 lug. \| \| 29 dic. \| 1-0 \| Juve Stabia-Cosenza \| 1-3 \| 31 lug. \| \| 29 dic. \| 0-1 \| Perugia-Venezia \| 1-3 \| 31 lug. \| \| 29 dic. \| 0-0 \| Pescara-Chievo \| 0-1 \| 31 lug. \| \| 29 dic. \| 0-0 \| Pisa-Frosinone \| 1-1 \| 31 lug. \| \| 29 dic. \| 1-0 \| Pordenone-Cremonese \| 2-2 \| 31 lug. \| \| 29 dic. \| 2-1 \| Spezia-Salernitana \| 2-1 \| 31 lug. \| |              |                           |               |               |
| andata (19ª) | andata (19ª) | 19ª giornata              | ritorno (38ª) | ritorno (38ª) |
| |              |                           |               |               |
| |              |                           |               |               |
| 29 dic. | 4-0          | Benevento-Ascoli          | 4-2           | 31 lug.       |
| 29 dic. | 1-3          | Cittadella-Virtus Entella | 3-2           | 31 lug.       |
| 29 dic. | 3-0          | Crotone-Trapani           | 0-2           | 31 lug.       |
| 29 dic. | 1-1          | Empoli-Livorno            | 2-0           | 31 lug.       |
| 29 dic. | 1-0          | Juve Stabia-Cosenza       | 1-3           | 31 lug.       |
| 29 dic. | 0-1          | Perugia-Venezia           | 1-3           | 31 lug.       |
| 29 dic. | 0-0          | Pescara-Chievo            | 0-1           | 31 lug.       |
| 29 dic. | 0-0          | Pisa-Frosinone            | 1-1           | 31 lug.       |
| 29 dic. | 1-0          | Pordenone-Cremonese       | 2-2           | 31 lug.       |
| 29 dic. | 2-1          | Spezia-Salernitana        | 2-1           | 31 lug.       |

| andata (19ª) | andata (19ª) | 19ª giornata              | ritorno (38ª) | ritorno (38ª) |
|              |              |                           |               |               |
|              |              |                           |               |               |
| 29 dic.      | 4-0          | Benevento-Ascoli          | 4-2           | 31 lug.       |
| 29 dic.      | 1-3          | Cittadella-Virtus Entella | 3-2           | 31 lug.       |
| 29 dic.      | 3-0          | Crotone-Trapani           | 0-2           | 31 lug.       |
| 29 dic.      | 1-1          | Empoli-Livorno            | 2-0           | 31 lug.       |
| 29 dic.      | 1-0          | Juve Stabia-Cosenza       | 1-3           | 31 lug.       |
| 29 dic.      | 0-1          | Perugia-Venezia           | 1-3           | 31 lug.       |
| 29 dic.      | 0-0          | Pescara-Chievo            | 0-1           | 31 lug.       |
| 29 dic.      | 0-0          | Pisa-Frosinone            | 1-1           | 31 lug.       |
| 29 dic.      | 1-0          | Pordenone-Cremonese       | 2-2           | 31 lug.       |
| 29 dic.      | 2-1          | Spezia-Salernitana        | 2-1           | 31 lug.       |

## Spareggi

### Play-off
Il terzo e ultimo posto utile alla promozione in Serie A è assegnato tramite play-off a sei (strutturati attraverso un turno preliminare, semifinali e finale) a cui accedono le formazioni classificate dalla terza all'ottava posizione della graduatoria: la quinta affronta l'ottava e la vincitrice gioca poi contro la quarta; la sesta incontra la settima e la vincitrice sfida la terza. Le due vincenti disputano infine la finale per la promozione. Il regolamento dei play-off stabilisce quanto segue:
- I turni preliminari tra quinta e ottava e tra sesta e settima prevedono una partita unica sul campo della meglio piazzata nella stagione regolare. Nel caso di pareggio al termine dei tempi regolamentari, si disputano i supplementari. Se persiste la parità, passa il turno la squadra meglio classificata nella stagione regolare, senza effettuare i calci di rigore.
- Le semifinali prevedono una gara di andata in casa delle squadre che hanno disputato il turno preliminare e una di ritorno in casa della terza e della quarta classificata nella stagione regolare. In caso di parità nel risultato aggregato, passa in finale la squadra meglio classificata nella stagione regolare, senza la disputa dei supplementari e tantomeno dei calci di rigore.
- La finale si disputa tra le vincenti delle semifinali con gare di andata e ritorno, quest'ultima in casa della meglio classificata in campionato. In caso di parità, viene promossa in Serie A la squadra meglio classificata nella stagione regolare, senza la disputa dei supplementari e tantomeno dei calci di rigore. Nel caso in cui le due finaliste avessero terminato la stagione regolare a pari punti, la gara di ritorno prevederebbe i tempi supplementari ed eventuali calci di rigore. Dai play-off è prevista l'introduzione del VAR.

#### Tabellone
|  | Quarti di finale | Quarti di finale | Quarti di finale |  |  | Semifinali | Semifinali | Semifinali | Semifinali | Semifinali |   |   | Finale    | Finale    | Finale | Finale | Finale |  |
|  |                  |                  |                  |  |  |            |            |            |            |            |   |   |           |           |        |        |        |  |
|  | 5                | Cittadella       | 2                |  |  |            |            |            |            |            |   |   |           |           |        |        |        |  |
|  | 8                | Frosinone (dts)  | 3                |  |  |            | Frosinone  | 0          | 2          | 2          |   |   |           |           |        |        |        |  |
|  |                  |                  |                  |  |  | 4          | Pordenone  | 1          | 0          | 1          |   |   |           |           |        |        |        |  |
|  |                  |                  |                  |  |  |            |            |            |            |            |   |   | Frosinone | Frosinone | 0      | 1      | 1      |  |
|  | 6                | Chievo (dts)     | 1                |  |  |            |            | Spezia     | Spezia     | 1          | 0 | 1 |           |           |        |        |        |  |
|  | 7                | Empoli           | 1                |  |  |            | Chievo     | 2          | 1          | 3          |   |   |           |           |        |        |        |  |
|  |                  |                  |                  |  |  | 3          | Spezia     | 0          | 3          | 3          |   |   |           |           |        |        |        |  |

#### Turno preliminare
|            | Risultati |           | Luogo e data              |
| ---------- | --------- | --------- | ------------------------- |
| Chievo     | 1-1 (dts) | Empoli    | Verona, 4 agosto 2020     |
| Cittadella | 2-3 (dts) | Frosinone | Cittadella, 5 agosto 2020 |
|            |           |           |                           |

#### Semifinali
|           | Risultati |           | Luogo e data              |
| --------- | --------- | --------- | ------------------------- |
| Chievo    | 2-0       | Spezia    | Verona, 8 agosto 2020     |
| Spezia    | 3-1       | Chievo    | La Spezia, 11 agosto 2020 |
|           |           |           |                           |
| Frosinone | 0-1       | Pordenone | Frosinone, 9 agosto 2020  |
| Pordenone | 0-2       | Frosinone | Trieste, 12 agosto 2020   |
|           |           |           |                           |

#### Finale
|           | Risultati |           | Luogo e data              |
| --------- | --------- | --------- | ------------------------- |
| Frosinone | 0-1       | Spezia    | Frosinone, 16 agosto 2020 |
| Spezia    | 0-1       | Frosinone | La Spezia, 20 agosto 2020 |
|           |           |           |                           |

### Play-out
I play-out si disputano tra la sedicesima e la diciassettesima classificata nella stagione regolare, con gara di andata in casa della diciassettesima e gara di ritorno in casa della sedicesima. Il regolamento che stabilisce la squadra vincitrice dei playout è identico a quello della finale dei playoff per la promozione: in caso di parità al termine delle due partite, si salva la squadra che ha ottenuto il miglior piazzamento nella stagione regolare tra le due (in tal caso la squadra al 16º posto), tuttavia il match verrebbe prolungato ai tempi supplementari ed eventualmente ai calci di rigore qualora le due squadre avessero terminato la stagione regolare a pari punti.
|         | Risultati     |         | Luogo e data            |
| ------- | ------------- | ------- | ----------------------- |
| Pescara | 2-1           | Perugia | Pescara, 10 agosto 2020 |
| Perugia | 2-1 (2-4 dtr) | Pescara | Perugia, 14 agosto 2020 |
|         |               |         |                         |

## Statistiche

### Squadre

#### Capoliste solitarie
|    | —— | ——    | —— | ——  | ——  | ——        | ——        | —— | ——        | ——        | ——        | ——        | ——        | ——        | ——        | ——        | ——        | ——        | ——        | ——        | ——        | ——        | ——        | ——        | ——        | ——        | ——        | ——        | ——        | ——        | ——        | ——        | ——        | ——        | ——        | ——        | ——        | —— |  |
|    |    | V.Ent |    | Asc | Emp | Benevento | Benevento |    | Benevento | Benevento | Benevento | Benevento | Benevento | Benevento | Benevento | Benevento | Benevento | Benevento | Benevento | Benevento | Benevento | Benevento | Benevento | Benevento | Benevento | Benevento | Benevento | Benevento | Benevento | Benevento | Benevento | Benevento | Benevento | Benevento | Benevento | Benevento | Benevento |    |  |
|    |    |       |    |     |     |           |           |    |           |           |           |           |           |           |           |           |           |           |           |           |           |           |           |           |           |           |           |           |           |           |           |           |           |           |           |           |           |    |  |
|    |    |       |    |     |     |           |           |    |           |           |           |           |           |           |           |           |           |           |           |           |           |           |           |           |           |           |           |           |           |           |           |           |           |           |           |           |           |    |  |
| 1ª | 2ª | 3ª    | 4ª | 5ª  | 6ª  | 7ª        | 8ª        | 9ª | 10ª       | 11ª       | 12ª       | 13ª       | 14ª       | 15ª       | 16ª       | 17ª       | 18ª       | 19ª       | 20ª       | 21ª       | 22ª       | 23ª       | 24ª       | 25ª       | 26ª       | 27ª       | 28ª       | 29ª       | 30ª       | 31ª       | 32ª       | 33ª       | 34ª       | 35ª       | 36ª       | 37ª       | 38ª       |    |  |

#### Classifica progressiva
|                | 1ª | 2ª | 3ª | 4ª | 5ª | 6ª | 7ª | 8ª | 9ª | 10ª | 11ª | 12ª | 13ª | 14ª | 15ª | 16ª | 17ª | 18ª | 19ª | 20ª | 21ª | 22ª | 23ª | 24ª | 25ª | 26ª | 27ª | 28ª | 29ª | 30ª | 31ª | 32ª | 33ª | 34ª | 35ª | 36ª | 37ª | 38ª |
|                |    |    |    |    |    |    |    |    |    |     |     |     |     |     |     |     |     |     |     |     |     |     |     |     |     |     |     |     |     |     |     |     |     |     |     |     |     |     |
| -------------- | -- | -- | -- | -- | -- | -- | -- | -- | -- | --- | --- | --- | --- | --- | --- | --- | --- | --- | --- | --- | --- | --- | --- | --- | --- | --- | --- | --- | --- | --- | --- | --- | --- | --- | --- | --- | --- | --- |
| Ascoli         | 3  | 3  | 6  | 9  | 12 | 12 | 12 | 12 | 15 | 16  | 17  | 17  | 20  | 21  | 21  | 24  | 24  | 27  | 27  | 27  | 27  | 30  | 31  | 31  | 31  | 31  | 32  | 32  | 32  | 32  | 33  | 36  | 39  | 42  | 45  | 46  | 46  | 46  |
| Benevento      | 1  | 4  | 7  | 10 | 11 | 12 | 15 | 18 | 18 | 21  | 24  | 25  | 28  | 31  | 34  | 37  | 40  | 43  | 46  | 47  | 50  | 51  | 54  | 57  | 60  | 63  | 66  | 69  | 72  | 73  | 76  | 76  | 77  | 77  | 80  | 83  | 83  | 86  |
| Chievo         | 0  | 1  | 4  | 5  | 6  | 7  | 10 | 13 | 14 | 17  | 18  | 18  | 21  | 21  | 24  | 24  | 25  | 25  | 26  | 29  | 30  | 30  | 31  | 34  | 37  | 37  | 38  | 41  | 42  | 42  | 45  | 46  | 47  | 47  | 47  | 50  | 53  | 56  |
| Cittadella     | 0  | 0  | 3  | 3  | 6  | 9  | 12 | 12 | 13 | 16  | 17  | 20  | 21  | 22  | 25  | 25  | 26  | 29  | 29  | 30  | 30  | 33  | 33  | 36  | 39  | 40  | 43  | 43  | 46  | 49  | 52  | 52  | 52  | 52  | 52  | 52  | 55  | 58  |
| Cosenza        | 1  | 1  | 1  | 1  | 2  | 3  | 4  | 7  | 8  | 8   | 11  | 12  | 12  | 13  | 14  | 14  | 17  | 20  | 20  | 20  | 20  | 20  | 20  | 23  | 23  | 24  | 24  | 24  | 27  | 30  | 31  | 31  | 31  | 34  | 37  | 40  | 43  | 46  |
| Cremonese      | 3  | 3  | 3  | 6  | 7  | 10 | 10 | 11 | 12 | 12  | 12  | 15  | 16  | 17  | 17  | 20  | 20  | 21  | 21  | 22  | 23  | 23  | 23  | 26  | 26* | 27  | 27  | 30  | 33* | 33  | 34  | 37  | 40  | 43  | 44  | 45  | 48  | 49  |
| Crotone        | 1  | 4  | 5  | 5  | 8  | 11 | 14 | 15 | 18 | 18  | 18  | 21  | 21  | 22  | 22  | 22  | 25  | 28  | 31  | 34  | 34  | 34  | 37  | 37  | 40  | 43  | 46  | 49  | 50  | 51  | 52  | 55  | 58  | 61  | 62  | 65  | 68  | 68  |
| Empoli         | 3  | 4  | 5  | 8  | 11 | 14 | 14 | 15 | 16 | 17  | 17  | 17  | 18  | 18  | 21  | 21  | 22  | 22  | 23  | 23  | 24  | 27  | 30  | 33  | 36  | 36  | 39  | 40  | 40  | 41  | 42  | 45  | 48  | 48  | 48  | 51  | 51  | 54  |
| Frosinone      | 0  | 3  | 3  | 4  | 4  | 5  | 6  | 9  | 10 | 13  | 14  | 17  | 17  | 20  | 23  | 26  | 26  | 26  | 27  | 28  | 31  | 34  | 37  | 40  | 43  | 46  | 47  | 47  | 48  | 48  | 48  | 51  | 51  | 52  | 53  | 53  | 53  | 54  |
| Juve Stabia    | 0  | 0  | 1  | 1  | 1  | 1  | 4  | 7  | 7  | 10  | 10  | 11  | 14  | 14  | 14  | 17  | 20  | 21  | 24  | 27  | 28  | 28  | 29  | 32  | 32  | 33  | 33  | 36  | 36  | 36  | 36  | 36  | 37  | 38  | 41  | 41  | 41  | 41  |
| Livorno        | 0  | 0  | 0  | 3  | 4  | 4  | 4  | 4  | 7  | 7   | 10  | 10  | 10  | 11  | 11  | 11  | 11  | 11  | 12  | 13  | 13  | 13  | 14  | 14  | 14  | 17  | 18  | 18  | 18  | 21  | 21  | 21  | 21  | 21  | 21  | 21  | 21  | 21  |
| Perugia        | 3  | 6  | 7  | 8  | 11 | 11 | 14 | 14 | 15 | 16  | 19  | 19  | 19  | 22  | 23  | 23  | 26  | 27  | 27  | 27  | 30  | 33  | 33  | 33  | 33  | 33  | 33  | 36  | 39  | 40  | 40  | 40  | 41  | 41  | 42  | 45  | 45  | 45  |
| Pescara        | 0  | 3  | 6  | 7  | 7  | 7  | 10 | 10 | 13 | 13  | 16  | 19  | 20  | 20  | 21  | 21  | 22  | 25  | 26  | 26  | 29  | 32  | 32  | 32  | 32  | 35  | 35  | 35  | 38  | 38  | 39  | 39  | 40  | 41  | 42  | 42  | 45  | 45  |
| Pisa           | 1  | 4  | 7  | 8  | 8  | 9  | 9  | 10 | 10 | 13  | 13  | 16  | 17  | 20  | 20  | 23  | 23  | 23  | 24  | 25  | 26  | 29  | 30  | 30  | 30  | 33  | 33  | 36  | 37  | 40  | 43  | 46  | 46  | 47  | 50  | 50  | 53  | 54  |
| Pordenone      | 3  | 3  | 6  | 6  | 7  | 8  | 11 | 11 | 12 | 15  | 18  | 19  | 22  | 22  | 25  | 28  | 31  | 31  | 34  | 35  | 35  | 35  | 36  | 36  | 36  | 39  | 42  | 45  | 46  | 46  | 49  | 52  | 55  | 55  | 55  | 56  | 57  | 58  |
| Salernitana    | 3  | 6  | 6  | 9  | 10 | 13 | 14 | 14 | 15 | 15  | 18  | 18  | 18  | 19  | 19  | 22  | 23  | 26  | 26  | 29  | 32  | 33  | 36  | 36  | 39  | 39  | 42  | 42  | 43  | 43  | 44  | 47  | 47  | 50  | 51  | 51  | 52  | 52  |
| Spezia         | 3  | 3  | 3  | 4  | 4  | 4  | 4  | 7  | 10 | 11  | 12  | 12  | 15  | 16  | 19  | 20  | 20* | 21  | 24  | 25  | 28  | 31  | 34  | 40* | 41  | 41  | 44  | 44  | 47  | 50  | 50  | 50  | 53  | 56  | 56  | 57  | 58  | 61  |
| Trapani        | 0  | 0  | 0  | 0  | 1  | 4  | 4  | 5  | 6  | 6   | 6   | 7   | 10  | 13  | 13  | 13  | 14  | 15  | 15  | 18  | 19  | 19  | 19  | 19  | 20  | 21  | 24  | 25  | 25  | 28  | 29  | 31  | 32  | 35  | 35  | 38  | 41  | 44  |
| Venezia        | 0  | 3  | 3  | 4  | 7  | 8  | 9  | 12 | 12 | 12  | 13  | 16  | 17  | 17  | 18  | 19  | 19  | 19  | 22  | 23  | 24  | 27  | 27  | 28  | 31  | 32  | 32  | 32  | 33  | 36  | 39  | 39  | 40  | 41  | 44  | 47  | 47  | 50  |
| Virtus Entella | 3  | 6  | 9  | 10 | 10 | 11 | 11 | 12 | 12 | 15  | 15  | 16  | 16  | 19  | 22  | 25  | 25  | 26  | 29  | 30  | 31  | 31  | 34  | 35  | 35  | 35  | 35  | 38  | 38  | 41  | 41  | 42  | 43  | 44  | 47  | 47  | 48  | 48  |

NOTA: l'asterisco indica che l'incontro è stato rinviato o sospeso ed è presente sia in corrispondenza del turno rinviato sia in corrispondenza del turno immediatamente successivo al recupero: serve a segnalare che, nella stessa giornata successiva al recupero, la formazione dispone di un punteggio maggiore. L'asterisco non compare quando la squadra è uscita sconfitta dal recupero (né in corrispondenza del rinvio, né per il recupero stesso).

#### Classifiche di rendimento

##### Rendimento andata-ritorno
| Andata         | Andata | Ritorno        | Ritorno |
|                |        |                |         |
| Benevento      | 46     | Benevento      | 40      |
| Pordenone      | 34     | Crotone        | 37      |
| Crotone        | 31     | Spezia         | 34      |
| Virtus Entella | 29     | Empoli         | 31      |
| Cittadella     | 29     | Chievo         | 30      |
| Frosinone      | 27     | Pisa           | 30      |
| Spezia         | 27     | Trapani        | 29 (-2) |
| Ascoli         | 27     | Cittadella     | 29      |
| Perugia        | 27     | Cremonese      | 28      |
| Pescara        | 26     | Venezia        | 28      |
| Salernitana    | 26     | Frosinone      | 27      |
| Chievo         | 26     | Salernitana    | 26      |
| Pisa           | 24     | Cosenza        | 26      |
| Juve Stabia    | 24     | Pordenone      | 24      |
| Empoli         | 23     | Virtus Entella | 19      |
| Venezia        | 22     | Ascoli         | 19      |
| Cremonese      | 21     | Pescara        | 19      |
| Cosenza        | 20     | Perugia        | 18      |
| Trapani        | 15     | Juve Stabia    | 17      |
| Livorno        | 12     | Livorno        | 9       |

##### Rendimento casa-trasferta
| Casa           | Casa | Trasferta      | Trasferta |
|                |      |                |           |
| Benevento      | 46   | Benevento      | 40        |
| Crotone        | 41   | Cittadella     | 33        |
| Pordenone      | 38   | Venezia        | 29        |
| Salernitana    | 36   | Crotone        | 27        |
| Frosinone      | 35   | Spezia         | 27        |
| Pisa           | 35   | Empoli         | 25        |
| Spezia         | 34   | Cosenza        | 23        |
| Chievo         | 34   | Chievo         | 22        |
| Ascoli         | 32   | Cremonese      | 22        |
| Virtus Entella | 30   | Pordenone      | 20        |
| Juve Stabia    | 30   | Frosinone      | 19        |
| Trapani        | 30   | Pisa           | 19        |
| Empoli         | 29   | Perugia        | 19        |
| Pescara        | 29   | Virtus Entella | 18        |
| Cremonese      | 27   | Salernitana    | 16        |
| Perugia        | 26   | Trapani        | 16        |
| Cittadella     | 25   | Pescara        | 16        |
| Cosenza        | 23   | Ascoli         | 14        |
| Venezia        | 21   | Juve Stabia    | 11        |
| Livorno        | 11   | Livorno        | 10        |

#### Primati stagionali
Squadre
- Maggior numero di vittorie: Benevento (26)
- Maggior numero di pareggi: Chievo e Venezia (14)
- Maggior numero di sconfitte: Livorno (27)
- Minor numero di vittorie: Livorno (5)
- Minor numero di pareggi: Livorno (6)
- Minor numero di sconfitte: Benevento (4)
- Miglior attacco: Benevento (67 gol fatti)
- Peggior attacco: Livorno (30 gol fatti)
- Miglior difesa: Benevento (27 gol subìti)
- Peggior difesa: Livorno (67 gol subìti)
- Miglior differenza reti: Benevento (+40)
- Peggior differenza reti: Livorno (-37)
- Miglior serie positiva: Benevento (22, 10ª-31ª)
- Peggior serie negativa: Livorno (8, 31ª-38ª)
- Maggior numero di vittorie consecutive: Benevento (7, 13ª-19ª; 23ª-29ª)

Partite
- Più gol: Livorno-Virtus Entella 4-4 (8)
- Maggior scarto di gol: Benevento-Trapani 5-0 e Cremonese-Trapani 5-0 (5)
- Maggior numero di reti in una giornata: 33 (24ª giornata)
- Minor numero di reti in una giornata: 18 (3ª giornata)
- Maggior numero di espulsioni in una giornata: 8 (20ª giornata)

### Individuali

#### Classifica marcatori
| Gol | Rigori |  | Giocatore         | Squadra        |
| --- | ------ |  | ----------------- | -------------- |
| 20  | 4      |  | Simy              | Crotone        |
| 19  | 9      |  | Pietro Iemmello   | Perugia        |
| 17  | 1      |  | Stefano Pettinari | Trapani        |
| 17  | 7      |  | Francesco Forte   | Juve Stabia    |
| 15  | 2      |  | Michele Marconi   | Pisa           |
| 13  |        |  | Marco Sau         | Benevento      |
| 13  | 2      |  | Davide Diaw       | Cittadella     |
| 13  | 1      |  | Cristian Galano   | Pescara        |
| 13  | 2      |  | Leonardo Mancuso  | Empoli         |
| 13  | 2      |  | Emmanuel Rivière  | Cosenza        |
| 12  | 1      |  | Milan Đurić       | Salernitana    |
| 11  | 4      |  | Mattia Aramu      | Venezia        |
| 11  | 4      |  | Federico Dionisi  | Frosinone      |
| 10  | 3      |  | Giuseppe De Luca  | Virtus Entella |
| 10  | 7      |  | Sofian Kiyine     | Salernitana    |